# FC Midtjylland
Denne side handler om FC Midtjyllands fodboldafdeling. For den tidligere håndboldafdeling, se Herning-Ikast Håndbold.
 "FCM" omdirigeres hertil. For andre betydninger af FCM, se FCM (flertydig).
FC Midtjylland er  en dansk fodboldklub baseret i Herning og Ikast i det midt- og vestjyske. Klubben spiller i den bedste danske fodboldrække, Superligaen og blev  Danmarksmester i 2024. Klubben er opstået med udgangspunkt i en overbygning blandt de to klubber, Herning Fremad og Ikast FS. Den overbyggede klub appellerer til et stort geografisk område omkring de to byer.
Klubben blev danske mestre for første gang i sæsonen 2014/15, og gentog bedriften i sæsonerne 2017/18, 2019/2020 og senest i 2023/2024. 
I sæsonen 2018-19 blev klubben for første gang pokalmestre.
Hjemmekampene bliver spillet på MCH Arena i Herning, som blev klubbens hjemmebane i 2004. Den har en kapacitet på 11.809 tilskuere.
Champions League hymnen, er blevet spillet tre gange på arenaen i Herning. Dette skete for første gang i sæsonen 2020/21, hvor man havde besøg af Liverpool, Ajax og Atalanta. Her endte klubben med 2 point i gruppen og fik dermed en 4. plads.
FC Midtjyllands ærkerival er den midtjyske naboklub Viborg FF. Kampene mellem de to klubber anses for at være Danmarks næststørste derby.[kilde mangler]

## Historie
FC Midtjylland stiftedes 1. juli 1999, som en overbygning til klubberne Herning Fremad og Ikast FS, der begge på det tidspunkt befandt sig i 1. division. Klubben ejes af FCM Holding, der omfatter fodboldklubben. Hovedaktionær i FCM Holding A/S var engelske Matthew Benham, men blev i 2023 overtaget af Anders Holch Povlsen.

### 1999-00
Den nye overbygningsklub rykkede i sin første sæson op fra 1. division til Superligaen med 76 point, en målscore på 78-17 og en afstand på 14 og 15 point ned til Haderslev FK og B93.

### 2000-13
Perioden blev brugt for klubben på at etablere sig i Superligaen, og gradvist fik den etableret sig i toppen af rækken, med både 3. og 2.-pladser som følge.
I 2004 skabte FC Midtjylland også Danmarks første talentakademi. Med inspiration fra fransk fodbold skabte FC Midtjylland en skandinavisk model, og det første kuld på Akademiet var med bl.a. Simon Kjær, Winston Reid, Jesper Juelsgaard og Jonas Lössl. Fra dag ét var ambitionerne markante – målet var at få to spillere fra Akademiet med til VM i 2010 i Sydafrika. Det lykkedes! Simon Kjær repræsenterede Danmark, mens Winston Reid kæmpede og scorede for New Zealand.
Samme år startede FC Midtjylland også sit afrikanske akademi op i Lagos i Nigeria, hvor klubben også den dag i dag engagerer sig i både fodbold og udvikling af de lokale samfund.

### 2013-14
FC Midtjylland var i sæsonen 2013/14 tæt på at vinde guld i Superligaen, men endte på en tredjeplads. FC Midtjylland havde i store dele af sæsonen ligget nummer 1 i Superligaen, men i de sidste tre kampe af sæsonen tabte klubben til Brøndby IF, FCK og SønderjyskE. Dette resulterede i en tredjeplads til FC Midtjylland, der måtte se første- og andenpladsen gå til AaB og FCK.
Sæsonen 2013/14 var også en turbulent sæson i FC Midtjyllands bagland, da klubben på et tidspunkt nærmede sig konkurs. Den engelske rigmand Matthew Benham, der også er ejer af den engelske klub Brentford, opkøbte hovedparten af aktierne og sikrede klubben økonomisk.

### 2014-15
Efter skuffelsen sæsonen før, blev 2014-15 en jubelsæson for FC Midtjylland. Fra femte runde overtog klubben førstepladsen i Superligaen og blev der sæsonen ud. Mesterskabet blev reelt afgjort, da de den 17. maj 2015 hjemme slog nummer to, FCK, 2-0 på scoringer af André Rømer og Pione Sisto. Derefter var et enkelt point nok for at sikre mesterskabet, og det fik klubben med et 0-0-resultat ude mod FC Vestsjælland den 21. maj 2015. DM-pokalen blev hævet på MCH Arena af anfører Kristian Bach Bak efter en 2-1-sejr over SønderjyskE den 7. juni 2015. Dette blev samtidig cheftræner Glen Riddersholms sidste kamp i spidsen for FCM, da han senere forlod klubben. Ny cheftræner blev Jess Thorup.

### Sæsonresultater
| Sæson     |    | Position | Kampe | Vundne | Uafgjort | Tabt | Mål scoret | Mål indkasseret | Point | Pokalturnering    | Ekstra   | Ref |
| --------- | -- | -------- | ----- | ------ | -------- | ---- | ---------- | --------------- | ----- | ----------------- | -------- | --- |
| 1999-2000 | 1D | 1        | 30    | 24     | 4        | 2    | 78         | 17              | 76    | 5. runde          | Oprykker |     |
| 2000-2001 | SL | 4        | 33    | 14     | 11       | 8    | 54         | 43              | 53    | Semifinale        |          |     |
| 2001-2002 | SL | 3        | 33    | 16     | 9        | 8    | 47         | 27              | 57    | 5. runde          |          |     |
| 2002-2003 | SL | 7        | 33    | 11     | 11       | 11   | 49         | 45              | 44    | Tabt finale       |          |     |
| 2003-2004 | SL | 6        | 33    | 14     | 6        | 13   | 65         | 51              | 48    | 4. runde          |          |     |
| 2004-2005 | SL | 3        | 33    | 17     | 6        | 10   | 49         | 40              | 57    | Tabt finale       |          |     |
| 2005-2006 | SL | 7        | 33    | 10     | 11       | 12   | 42         | 52              | 41    | 5. runde          |          |     |
| 2006-2007 | SL | 2        | 33    | 18     | 9        | 6    | 58         | 39              | 63    | Kvartfinale       |          |     |
| 2007-2008 | SL | 2        | 33    | 18     | 8        | 7    | 53         | 36              | 62    | Semifinale        |          |     |
| 2008-2009 | SL | 4        | 33    | 16     | 7        | 10   | 55         | 46              | 55    | 3. runde          |          |     |
| 2009-2010 | SL | 6        | 33    | 14     | 5        | 14   | 45         | 48              | 47    | Tabt finale       |          |     |
| 2010-2011 | SL | 4        | 33    | 13     | 10       | 10   | 50         | 42              | 49    | Tabt finale       |          |     |
| 2011-2012 | SL | 3        | 33    | 17     | 7        | 9    | 50         | 40              | 58    | 4. runde          |          |     |
| 2012-2013 | SL | 6        | 33    | 12     | 11       | 10   | 51         | 47              | 47    | Kvartfinale       |          |     |
| 2013-2014 | SL | 3        | 33    | 16     | 7        | 10   | 61         | 38              | 55    | 4. runde          |          |     |
| 2014-2015 | SL | 1        | 33    | 22     | 5        | 6    | 64         | 34              | 71    | 4. runde          | Mestre   |     |
| 2015-2016 | SL | 3        | 33    | 17     | 8        | 8    | 57         | 33              | 59    | 4. runde          |          |     |
| 2016-2017 | SL | 4        | 36    | 15     | 9        | 12   | 67         | 53              | 54    | Semifinale        |          |     |
| 2017-2018 | SL | 1        | 36    | 27     | 4        | 5    | 80         | 39              | 85    | Semifinale        | Mestre   |     |
| 2018-2019 | SL | 2        | 36    | 21     | 8        | 7    | 76         | 43              | 71    | Vinder            |          |     |
| 2019-2020 | SL | 1        | 36    | 26     | 4        | 6    | 61         | 29              | 82    | 3. Runde          | Mestre   |     |
| 2020-2021 | SL | 2        | 32    | 18     | 6        | 8    | 57         | 33              | 60    | Semifinale        |          |     |
| 2021-2022 | SL | 2        | 32    | 20     | 5        | 7    | 59         | 33              | 65    | Vinder            |          |     |
| 2022-2023 | SL | 7        | 32    | 13     | 12       | 7    | 55         | 39              | 51    | 3. Runde          |          |     |
| 2023-2024 | SL | 1        | 32    | 19     | 6        | 7    | 62         | 43              | 63    | Ottendedelsfinale | Mestre   |     |

### Hæder
Kilde:FCM.dk
- Superligaen:
  - Guld: 2015, 2018, 2020, 2024
  - Sølv: 2007, 2008, 2019, 2021, 2022
  - Bronze: 2002, 2005, 2012, 2014, 2016
- Landspokalen:
  - Guld: 2019, 2022
  - Sølv: 2003, 2005, 2010, 2011
- 1. division:
  - Vindere: 2000
- UEFA Champions League:

## Spillere

### Nuværende spillertrup
Oversigten er opdateret til og med 21. april 2025| Nr. | Land          | Position | Spiller             |
| --- | ------------- | -------- | ------------------- |
| 1   | Danmark       | MM       | Jonas Lössl         |
| 3   | Sydkorea      | FO       | Lee Han-beom        |
| 4   | Senegal       | FO       | Ousmane Diao        |
| 6   | Sverige       | FO       | Joel Andersson      |
| 7   | Guinea-Bissau | AN       | Franculino          |
| 10  | Sydkorea      | AN       | Cho Gue-sung        |
| 11  | Chile         | AN       | Dario Osorio        |
| 13  | Tjekkiet      | FO       | Adam Gabriel        |
| 14  | Zambia        | AN       | Edward Chilufya     |
| 15  | Danmark       | FO       | Christian Sørensen  |
| 16  | Island        | MM       | Elías Rafn Ólafsson |
| 18  | Polen         | AN       | Adam Buksa          |
| 19  | Colombia      | MI       | Pedro Bravo         |

| Nr. | Land      | Position | Spiller            |
| --- | --------- | -------- | ------------------ |
| 20  | Danmark   | MI       | Valdemar Byskov    |
| 21  | Ecuador   | MI       | Denil Castillo     |
| 22  | Danmark   | FO       | Mads Bech Sørensen |
| 24  | Danmark   | MI       | Oliver Sørensen    |
| 29  | Brasilien | FO       | Paulinho           |
| 30  | England   | MM       | Ovie Ejeheri       |
| 38  | Brasilien | AN       | Marrony            |
| 41  | Danmark   | AN       | Mikel Gogorza      |
| 43  | Schweiz   | FO       | Kevin Mbabu        |
| 55  | Danmark   | FO       | Victor Bak         |
| 58  | Tyrkiet   | AN       | Aral Simsir        |
| 80  | Portugal  | MI       | Dani Silva         |
| --  | Nigeria   | AN       | Obule Moses        |

#### Udlejet
| Nr. | Land          | Position | Spiller                                               |
| --- | ------------- | -------- | ----------------------------------------------------- |
|     | Island        | FO       | Daniel Freyr Kristjansson (Udlejet til FC Fredericia) |
|     | Danmark       | FO       | Adam Nygaard (Udlejet til FC Fredericia)              |
|     | Danmark       | MI       | Jonatan Lindekilde (Udlejet til FC Fredericia)        |
|     | Guinea-Bissau | MI       | Alamara Djabi (Udlejet til CD Mafra)                  |
|     | Tjekkiet      | AN       | Jan Kuchta (Udlejet til Sparta Prag)                  |
|     | Norge         | AN       | Ola Brynhildsen (Udlejet til Toronto)                 |
|     | Brasilien     | AN       | Júnior Brumado (Udlejet til Coritiba FC)              |

### Transferhistorie
| 0Sæson 2024/25 | 0Sæson 2024/25 |
| --- | --- |
| 1. Denil Castillo – Transfer fra Shakthar Donetsk 2. Adam Buksa – Transfer fra RC Lens 3. Dani Silva – Transfer fra Hellas Verona 4. Ousmane Diao – Transfer fra CD Mafra 5. Jan Kuchta – Transfer fra Sparta Prag 6. Pedro Bravo – Transfer fra CD América 7. Christian Sørensen – Transfer fra FC København 8. Ovie Ejeheri – Fri transfer fra Arsenal FC 9. Kristoffer Askildsen – Fri transfer fra UC Sampdoria 10. Kevin Mbabu – Fri transfer fra Fulham FC 11. Mikel Gogorza – Oprykket fra egne rækker 12. Daniel Freyr Kristjansson – Oprykket fra egne rækker 13. Jonatan Lindekilde – Oprykket fra egne rækker 14. Adam Nygaard – Oprykket fra egne rækker | 1. Emiliano Martínez – Skiftet til Palmeiras 2. Sverrir Ingi Ingason – Skiftet til Panathinaikos FC 3. Charles – Skiftet til Corinthians 4. Juninho – Skiftet til SC Internacional 5. Armin Gigovic – Retur til FK Rostov (lejemål) 6. Stefan Gartenmann – Skiftet til Ferencvaros 7. Kristoffer Askildsen – Skiftet til Viking FK 8. August Priske – Skiftet til Djurgården 9. Victor Lind – Skiftet til IF Brommapojkarna 10. André Rømer – Skiftet til Randers FC 11. Henrik Dalsgaard – Kontraktudløb 12. Martin Fraisl – Skiftet til CD Mafra 13. Mikkel Fischer – Skiftet til FK Haugesund 14. Pablo Ortiz – Skiftet til Dunajská Streda 15. Valdemar Birksø – Skiftet til FC Fredericia 16. Frederik Heiselberg – Skiftet til Aalesunds FK 17. Oscar Hedvall – Skiftet til Viborg FF 18. Mark Ugboh – Skiftet til CD Mafra 19. Jan Kuchta – Skiftet til Sparta Prag (lejemål) 20. Ola Brynhildsen – Skiftet til Molde FK (lejemål) 21. Ola Brynhildsen – Skiftet til Toronto FC (lejemål) 22. Júnior Brumado – Skiftet til Coritiba FC (lejemål) 23. Alhaji Kamara – Skiftet til CD Mafra (lejemål) 24. Obule Moses – Skiftet til Holstebro B (lejemål) 25. Daniel Freyr Kristjansson – Skiftet til FC Fredericia (lejemål) 26. Jonatan Lindekilde – Skiftet til FC Fredericia (lejemål) 27. Adam Nygaard – Skiftet til FC Fredericia (lejemål) |

| 0Sæson 2023/24 | 0Sæson 2023/24 |
| --- | --- |
| 1. Dario Osorio – Transfer fra Universidad de Chile 2. Sverrir Ingi Ingason – Transfer fra PAOK FC 3. Cho Gue-sung – Transfer fra Jeonbuk Hyundai 4. Kristoffer Olsson – Transfer fra RSC Anderlecht 5. Ola Brynhildsen – Transfer fra Molde FK 6. Lee Han-beom – Transfer fra FC Seoul 7. Adam Gabriel – Transfer fra Sparta Prag 8. Alhaji Kamara – Transfer fra Randers FC 9. Mads Bech Sørensen – Fri transfer fra Brentford FC 10. Iver Fossum – Fri transfer fra AaB 11. Franculino Djú – Fri transfer fra SL Benfica 12. Martin Fraisl – Fri transfer fra Arminia Bielefeld 13. Oscar Hedvall – Fri transfer fra Silkeborg IF 14. André Rømer – Transfer fra IF Elfsborg 15. Pontus Texel – Oprykket fra egne rækker 16. Mikkel Fischer – Oprykket fra egne rækker 17. Gustav Fraulo – Oprykket fra egne rækker 18. August Priske – Oprykket fra egne rækker 19. Jonathan Lind – Oprykket fra egne rækker | 1. Gustav Isaksen – Skiftet til SS Lazio 2. Emam Ashour – Skiftet til Al-Ahly SC 3. Sory Kaba – Skiftet til Las Palmas 4. Nikolas Dyhr – Skiftet til St. Louis City 5. Iver Fossum – Skiftet til KV Kortrijk 6. Mads Døhr Thychosen – Skiftet til AIK 7. Pione Sisto – Kontrakt ophævet 8. Oliver Olsen – Skiftet til Randers FC 9. Pontus Texel – Skiftet til CD Mafra 10. Juan Moreno – Skiftet til CD Mafra 11. Andreas Nibe – Skiftet til CD Mafra 12. Gustav Fraulo – Skiftet til CD Mafra 13. Jonathan Lind – Skiftet til CD Mafra 14. Edward Chilufya – Skiftet til BK Häcken (lejemål) 15. Victor Lind – Skiftet til Vejle Boldklub (lejemål) 16. Júnior Brumado – Skiftet til Hansa Rostock (lejemål) 17. Stefan Gartenmann – Skiftet til Aberdeen FC (lejemål) 18. Elías Rafn Ólafsson – Skiftet til C.D. Mafra (lejemål) 19. Victor Bak – Skiftet til C.D. Mafra (lejemål) 20. Valdemar Byskov – Skiftet til C.D. Mafra (lejemål) 21. Pablo Ortiz – Skiftet til FK Pardubice (lejemål) 22. Frederik Heiselberg – Skiftet til AC Horsens (lejemål) 23. Mark Ugboh – Skiftet til Holstebro B (lejemål) 24. Mikkel Fischer – Skiftet til FC Fredericia (lejemål) 25. August Priske – Skiftet til FC Eindhoven (lejemål) 26. Kristoffer Olsson – Retur til RSC Anderlecht (lejemål) 27. Astrit Selmani – Retur til Hapoel Beer Sheva (lejemål) |

| 0Sæson 2022/23 | 0Sæson 2022/23 |
| --- | --- |
| 1. Anders Dreyer – Transfer fra Rubin Kazan 2. Emam Ashour – Transfer fra Zamalek SC 3. Stefan Gartenmann – Fri transfer fra Sønderjyske 4. Chris Kouakou – Fri transfer fra CS Sfaxien 5. Pablo Ortiz – Transfer fra CD America 6. Kristoffer Olsson – Lejeophold fra RSC Anderlecht 7. Emiliano Martínez – Lejeophold fra RB Bragantino 8. Emiliano Martínez – Transfer fra RB Bragantino 9. Armin Gigovic – Lejeophold fra FK Rostov 10. Astrit Selmani – Lejeophold fra Hapoel Beer Sheva 11. Juan Moreno – Oprykket fra egne rækker 12. Andreas Nibe – Oprykket fra egne rækker 13. Mark Ugboh – Oprykket fra egne rækker 14. Ousmane Diomande – Oprykket fra egne rækker 15. Valdemar Byskov – Oprykket fra egne rækker | 1. Evander – Skiftet til Portland Timbers 2. Raphael Onyedika – Skiftet til Club Brugge 3. Ousmane Diomande – Skiftet til Sporting 4. Anders Dreyer – Skiftet til RSC Anderlecht 5. Luca Pfeiffer – Skiftet til VfB Stuttgart 6. Oscar Fraulo – Skiftet til Borussia Mönchengladbach 7. Erik Sviatchenko – Skiftet til Houston Dynamo 8. Nicolas Madsen – Skiftet til KVC Westerlo 9. Victor Torp – Skiftet til Sarpsborg 08 10. Daniel Høegh – Skiftet til Randers FC 11. Marrony – Skiftet til Fluminense (lejemål) 12. Awer Mabil – Kontraktudløb 13. Dion Cools – Kontraktudløb 14. Vágner Love – Kontraktudløb 15. Bozhidar Kraev – Kontraktudløb 16. Jared Thompson – Kontraktudløb 17. Chris Kouakou – Skiftet til CD Mafra 18. Christian Tue Jensen – Skiftet til KuPS 19. Tobias Anker – Skiftet til Vendsyssel FF 20. Hosine Bility – Skiftet til CD Mafra 21. Andreas Nibe – Skiftet til Næstved BK (lejemål) 22. Sory Kaba – Skiftet til Cardiff City (lejemål) 23. Nikolas Dyhr – Skiftet til KV Kortrijk (lejemål) 24. Victor Lind – Skiftet til HamKam (lejemål) 25. Victor Lind – Skiftet til IFK Norrköping (lejemål) 26. Pablo Ortiz – Skiftet til CD Mafra (lejemål) 27. Ousmane Diomande – Skiftet til CD Mafra (lejemål) 28. Aral Simsir – Skiftet til Lillestrøm (lejemål) 29. Victor Bak – Skiftet til Hobro IK (lejemål) 30. Valdemar Birksø – Skiftet til FC Fredericia (lejemål) 31. Frederik Heiselberg – Skiftet til FC Fredericia (lejemål) 32. David Ousted – Indstillet karrieren |

### Flest optrædener
| #  | Navn              | Karriere                | Optrædener | Mål |
| -- | ----------------- | ----------------------- | ---------- | --- |
| 1  | Erik Sviatchenko  | 2010 - 2016 2018 - 2023 | 322        | 33  |
| 2  | Jakob Poulsen     | 2010 - 2012 2014 - 2019 | 286        | 48  |
| 3  | Rilwan Hassan     | 2010 - 2019             | 264        | 27  |
| 4  | Jonas Lössl       | 2008 - 2014 2021 -      | 250        | 0   |
| 5  | Kristian Bach Bak | 2000 - 2007 2010 - 2016 | 234        | 19  |
| 6  | Mikkel Thygesen   | 2005 - 2007 2007 - 2011 | 220        | 40  |
| 7  | Joel Andersson    | 2018 -                  | 220        | 6   |
| 8  | Frank Kristensen  | 1999 - 2011 2013 - 2014 | 219        | 77  |
| 9  | Pione Sisto       | 2013 - 2016 2020 - 2023 | 214        | 46  |
| 10 | Danny Olsen       | 2007 - 2014             | 199        | 41  |

## Hjemmebane og træningsfaciliteter
FC Midtjyllands Superliga-hold spiller deres kampe på MCH Arena, der ligger i det sydvestlige Herning ved Messecenter Herning. Messecenter Herning A/S ejer desuden MCH Arena, hvor FCM lejer sig ind. MCH Arena har en kapacitet på 11.432 tilskuere, hvoraf 7.070 er siddepladser, (9.430 i UEFA-regi). Stadionrekorden på 11.763 blev sat den 11. november 2007 mod FC København. Kapaciteten blev efter 2007 reduceret en smule ved en ombygning.
FC Midtjylland træner til daglig på Ikast FS's fodboldanlæg. Anlægget ejes af Ikast FS og har kunstgræsbaner, deriblandt FC Midtjyllands gamle hjemmebane, Ikast Stadion. Ikast FS indgik i januar 2014 en treårig sponsoraftale med Wunderelf, og derfor bar det gamle Ikast Stadion navnet "Wunderelf Arena" i det efterfølgende tre år. FC Midtjyllands U17- og U19-hold spiller deres kampe på dette træningsanlæg.
Om vinteren kan FC Midtjylland benytte den overdækkede arena med kunstgræsbane, Stadome, som ligger ved træningsbanerne i Ikast.

## Europæisk deltagelse
| Sæson   | Konkurrence                   | Runde       | Klub                   | Hjemme    | Ude                  | Sammenlagt |    |
| ------- | ----------------------------- | ----------- | ---------------------- | --------- | -------------------- | ---------- | -- |
| 2001–02 | UEFA Cup                      | QR          | Glentoran              | 1–1       | 4–0                  | 5–1        |    |
| 2001–02 | UEFA Cup                      | 1R          | Sporting Lissabon      | 0–3       | 2–3                  | 2–6        |    |
| 2002–03 | UEFA Cup                      | QR          | FK Pobeda              | 3–0       | 0–2                  | 3–2        |    |
| 2002–03 | UEFA Cup                      | 1R          | NK Varaždin            | 1–0       | 1–1                  | 2–1        |    |
| 2002–03 | UEFA Cup                      | 2R          | Anderlecht             | 0–3       | 1–3                  | 1–6        |    |
| 2005–06 | UEFA Cup                      | 1Q          | B36 Tórshavn           | 2–1       | 2–2                  | 4–3        |    |
| 2005–06 | UEFA Cup                      | 1R          | CSKA Moskva            | 1–3       | 1–3                  | 2–6        |    |
| 2007–08 | UEFA Cup                      | 1Q          | Keflavík ÍF            | 2–1       | 2–3                  | 4–4 (u)    |    |
| 2007–08 | UEFA Cup                      | 2Q          | FC Haka                | 5–2       | 2–1                  | 7–3        |    |
| 2007–08 | UEFA Cup                      | 1R          | Lokomotiv Moskva       | 1–3       | 0–2                  | 1–5        |    |
| 2008–09 | UEFA Cup                      | 1Q          | Bangor City            | 4–0       | 6–1                  | 10–1       |    |
| 2008–09 | UEFA Cup                      | 2Q          | Manchester City        | 0–1 (efs) | 1–0                  | 1–1 (2–4s) |    |
| 2011–12 | UEFA Europa League            | 2Q          | The New Saints         | 5–2       | 3–1                  | 8–3        |    |
| 2011–12 | UEFA Europa League            | 3Q          | Vitória S.C.           | 0–0       | 1–2                  | 1–2        |    |
| 2012–13 | UEFA Europa League            | PO          | BSC Young Boys         | 0–3       | 2–0                  | 2–3        |    |
| 2014–15 | UEFA Europa League            | PO          | Panathinaikos          | 1–2       | 1–4                  | 2–6        |    |
| 2015–16 | UEFA Champions League         | 2Q          | Lincoln Red Imps       | 1–0       | 2–0                  | 3–0        |    |
| 2015–16 | UEFA Champions League         | 3Q          | APOEL                  | 1–2       | 1–0                  | 2–2 (u)    |    |
| 2015–16 | UEFA Europa League            | PO          | Southampton            | 1–0       | 1–1                  | 2–1        |    |
| 2015–16 | UEFA Europa League            | Gruppe D    | Napoli                 | 1–4       | 0–5                  | 2.         |    |
| 2015–16 | UEFA Europa League            | Gruppe D    | Club Brugge            | 1–1       | 3–1                  | 2.         |    |
| 2015–16 | UEFA Europa League            | Gruppe D    | Legia Warszawa         | 1–0       | 0–1                  | 2.         |    |
| 2015–16 | UEFA Europa League            | R32         | Manchester United      | 2–1       | 1–5                  | 3–6        |    |
| 2016–17 | UEFA Europa League            | 1Q          | Sūduva Marijampolė     | 1–0       | 1–0                  | 2–0        |    |
| 2016–17 | UEFA Europa League            | 2Q          | FC Vaduz               | 3–0       | 2–2                  | 5–2        |    |
| 2016–17 | UEFA Europa League            | 3Q          | Videoton               | 1–1 (efs) | 1–0                  | 2–1        |    |
| 2016–17 | UEFA Europa League            | PO          | Osmanlıspor            | 0–1       | 0–2                  | 0–3        |    |
| 2017–18 | UEFA Europa League            | 1Q          | Derry City F.C.        | 6–1       | 4–1                  | 10–2       |    |
| 2017–18 | UEFA Europa League            | 2Q          | Ferencvarosi TC        | 3–1       | 4–2                  | 7–3        |    |
| 2017–18 | UEFA Europa League            | 3Q          | Arka Gdynia            | 2–1       | 2–3                  | 4–4 (u)    |    |
| 2017–18 | UEFA Europa League            | PO          | Apollon Limassol       | 1–1       | 2–3                  | 3–4        |    |
| 2018-19 | UEFA Champions League         | 2Q          | Astana FC              | 0-0       | 1-2                  | 1-2        |    |
| 2018-19 | UEFA Europa League            | 3Q          | The New Saints         | 3-1       | 2-0                  | 5–1        |    |
| 2018-19 | UEFA Europa League            | PO          | Malmø FF               | 0-2       | 2-2                  | 2–4        |    |
| 2019-20 | UEFA Europa League            | 3Q          | Rangers FC             | 2-4       | 1-3                  | 3-7        |    |
| 2020–21 | UEFA Champions League         | 2Q          | Ludogorets             |           | 1-0                  | 1-0        |    |
| 2020–21 | UEFA Champions League         | 3Q          | BSC Young Boys         | 3-0       |                      | 3-0        |    |
| 2020–21 | UEFA Champions League         | PO          | Slavia Prag            | 4-1       | 0–0                  | 4-1        |    |
| 2020–21 | UEFA Champions League         | Gruppe D    | Atalanta               | 0-4       | 1-1                  | 4.         |    |
| 2020–21 | UEFA Champions League         | Gruppe D    | Liverpool FC           | 1-1       | 2-0                  | 4.         |    |
| 2020–21 | UEFA Champions League         | Gruppe D    | Rangers FC             | 2-4       | 1-3                  | 4.         |    |
| 2020–21 | UEFA Champions League         | Gruppe D    | Ajax                   | 1-2       | 1-3                  | 4.         |    |
| 2021-22 | UEFA Champions League         | 2Q          | Celtic FC              | 2-1       | 1-1                  | 3-2        |    |
| 2021-22 | UEFA Champions League         | 3Q          | PSV Eindhoven          | 0-1       | 0-3                  | 0-4        |    |
| 2021-22 | UEFA Europa League            | Gruppe F    | PFC Ludogorets Razgrad | 1-1       | 0-0                  | 3.         |    |
| 2021-22 | UEFA Europa League            | Gruppe F    | S.C. Braga             | 3-2       | 1-3                  | 3.         |    |
| 2021-22 | UEFA Europa League            | Gruppe F    | Røde Stjerne           | 1-1       | 1-0                  | 3.         |    |
| 2021-22 | UEFA Conference League        | R32         | PAOK FC                | 1-0       | 1-3                  | 2-3        |    |
| 2022-23 | UEFA Champions League         | 2Q          | AEK Larnaca            | 1-1       | 1-1 (4-3) på straffe | 6-5        |    |
| 2022-23 | UEFA Champions League         | 3Q          | Benfica                | 1-3       | 1-4                  | 2-7        |    |
| 2022-23 | UEFA Europa League            | Gruppe F    | Sturm Graz             | 2-0       | 0-1                  | 2.         |    |
| 2022-23 | UEFA Europa League            | Gruppe F    | Lazio                  | 5-1       | 1-2                  | 2.         |    |
| 2022-23 | UEFA Europa League            | Gruppe F    | Feyenoord              | 2-2       | 2-2                  | 2.         |    |
| 2022-23 | UEFA Europa League            | R32         | Sporting Lissabon      | 0-4       | 1-1                  | 1-5        |    |
| 2023-24 | UEFA Europa Conference League | 2Q          | Progres Niederkorn     | 2-0       | 1-2                  | 3-2        |    |
| 2023-24 | UEFA Europa Conference League | 3Q          | Omonia Nicosia         | 5-1       | 0-1                  | 5-2        |    |
| 2023-24 | UEFA Europa Conference League | PO          | Legia Warszawa         | 3-3       | 1-1 (5-6 på straffe) | 9-10       |    |
| 2024-25 | UEFA Champions League         | 2Q          | UE Santa Coloma        | 1-0       | 3-0                  | 4-0        |    |
| 2024-25 | UEFA Champions League         | 3Q          | Ferencváros            | 2-0       | 1-1                  | 3-1        |    |
| 2024-25 | UEFA Champions League         | PO          | Slovan Bratislava      | 1-1       | 2-3                  | 3-4        |    |
| 2024-25 | UEFA Europa League            | Gruppespil  | Hoffenheim             | 1-1       | -                    | 20.        |    |
| 2024-25 | UEFA Europa League            | Gruppespil  | Maccabi Tel Aviv       | -         | 2-0                  | 20.        |    |
| 2024-25 | UEFA Europa League            | Gruppespil  | Union St. Gillouise    | 1-0       | -                    | 20.        |    |
| 2024-25 | UEFA Europa League            | Gruppespil  | FCSB                   | -         | 0-2                  | 20.        |    |
| 2024-25 | UEFA Europa League            | Gruppespil  | Eintracht Frankfurt    | 1-2       | -                    | 20.        |    |
| 2024-25 | UEFA Europa League            | Gruppespil  | FC Porto               | -         | 0-2                  | 20.        |    |
| 2024-25 | UEFA Europa League            | Gruppespil  | Ludogorets             | -         | 2-0                  | 20.        |    |
| 2024-25 | UEFA Europa League            | Gruppespil  | Fenerbache             | 2-2       | -                    | 20.        |    |
| 2024-25 | UEFA Europa League            | 1/16 finale | Real Sociedad          | 1-2       | 2-5                  | 3-7        |    |
| 2025-26 | UEFA Europa League            | 3Q          | 🇳🇴 fredrikstad         | 2-0       | 3-1                  | 5-1        | ✅ |